# Heteromys teleus
Espèce
Statut de conservation UICN

 VU B1ab(ii,iii,iv) : Vulnérable
Heteromys teleus est une espèce de Rongeurs de la famille des Heteromyidae qui regroupe les souris kangourou d'Amérique. Ce petit mammifère fait partie des Souris épineuses à poches, c'est-à-dire à larges abajoues. Il est endémique de l'Équateur où la survie de l'espèce est menacée (VU selon l'UICN).
L'espèce a été décrite pour la première fois en 2002 par le biologiste américain Robert P. Anderson et le biologiste équatorien Pablo Jarrín-V.